# Xishan, Kunming
Xishan är ett stadsdistrikt i Kunming i Yunnan-provinsen i sydvästra Kina.